# 오마르 벨트레
오마르 벨트레(Omar Beltré, 1981년 8월 24일 ~ )는 도미니카 공화국 출신의 미국 프로 야구 텍사스 레인저스의 선수이다.
2000년 아마추어 프리 에이전트 계약으로 텍사스 레인저스에 입단했다. 2004년 라틴계 여성의 비자를 발급하기 위해 사례금을 받고 위장 결혼을 하다 인신 매매에 가담한 혐의로 적발되어 5년 동안 미국 입국 금지 조치를 당했고 2010년에 미국 입국 금지 조치가 풀렸다. 입단 10년만인 2010년 첫 메이저 리그 무대를 데뷔했다. 90마일 초중반을 웃도는 직구와 슬라이더가 주 구종이다.

## 통산 기록
| 년도 | 팀  | 경기수 | 선발 | 완투 | 완봉 | 이닝 | 피안타 | 자책점 | 피홈런 | 볼넷 | 삼진 | 승 | 패 | 세이브 | 홀드 | 블론 | WHIP | 방어율 |
| 2010 | TEX | 0      | 0    | 0    | 0    | 0    | 0      | 0      | 0      | 0    | 0    | 0  | 0  | 0      | 0    | .000 | .000 | .000   |
| 통산 |     | 0      | 0    | 0    | 0    | 0    | 0      | 0      | 0      | 0    | 0    | 0  | 0  | 0      | 0    | .000 | .000 | .000   |